# Claude François à l'Olympia
Claude François à l'Olympia 69 est un album live de Claude François, enregistré à l'Olympia en 1969.

## Liste des titres
- Introduction -  Serre-moi, griffe-moi - 3 min 14 s
- Cherche - 2 min 15 s
- Je sais - 3 min 06 s
- Rêveries - 3 min 11 s
- Éloïse - 4 min 44 s
- Une petite larme m'a trahi - 3 min 22 s
- Tout éclate, tout explose - 2 min 01 s
- Comme d'habitude - 4 min 12 s
- Tu seras toute à moi -  2 min 26 s
- Reste - 2 min 43 s
- Avec la tête, avec le cœur - 3 min 28 s
- J'attendrai - Final - 4 min 27 s

## Crédits
- Claude François - chanteur vedette, adaptation des chansons
- Roger Roche - ingénieur du son
- Michel Poulain - direction artistique
- Manfred Long - basse
- Dino Latorre - batterie
- Emile Boza - percussions
- René Urtreger - orgue
- François Jeanneau - saxo tenor
- Alain Hatot - saxophone baryton
- Germain Couvin - trompette
- Robert Guizien - trompette
- Claude Perraudin - guitare
- Les Fléchettes - choristes
- Jean-Claude Petit - direction du grand orchestre de l'Olympia